# アレクサンダー・ベイン

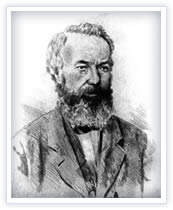
アレクサンダー・ベイン

アレクサンダー・ベイン（Alexander Bain, 1811年10月 - 1877年1月2日）は、スコットランドの発明家、技術者、時計職人。世界で初めてファクシミリを発明し、その特許を取った。

## 人生

### 幼少時
スコットランドのケイスネスの高地Watten生まれ。父はクロフター。ベインは6人の兄弟と、双子の妹であるマーガレットを含め、6人の姉妹がいた。ベイン本人は学校で優秀な成績を収めたことはなかったが、時計職人としての修業を始めた。

### 経歴
時計作りの技を学んだベインは、エディンバラに行き、1837年にロンドンに行って Clerkenwellの職人として仕事した。ベインはしばしPolytechnic Institutionへ講義を聴きに行ったり、Adelaide Gallery へ行ったりし、後にハノーヴァー通りに自分の作業場を建てた。
1840年、自分の発明の費用が足りなくなったベインは、Mechanics Magazineの編集者に経済的な実情を打ち明け、チャールズ・ホイートストンを紹介してもらい、ホイートストンに意見を求めるために自分の発明品を見せたところ、「私はこの発明品の発展の邪魔をするわけにはいかない。これらに未来はない。」と言われてしまった。3ヵ月後、王立協会でホイートストンは自分の発明品として電気式の時計を実演した。しかしベインは既にこの発明品に関する特許の出願を済ませており、ホイートストンは彼の特許取得を妨害しようとしたが失敗した。ホイートストンがElectric Telegraph Companyを立ち上げるために Act of Parliament を結成した時、House of Lordsはベインに証拠を提出するように求めた。結局、会社がベインに1万ポンドを支払って彼を支配人にするということで和解し、ホイートストンは支配人の座を追われた。
ベインが出願していた特許は1841年1月11日に登録され、これがベインの最初の特許となった。この特許はクロノメーター職人John Barwiseとの共同名義で、電磁波で振り子を動かす電気式の時計について述べたものである。ベインはこの特許の中で自分をメカニストと定義した。これ以降ベインは、地中に埋めた銅片と亜鉛片で電気を発生させる“Earth battery”を含め、この特許を基に発明品を改良させていった。
1841年12月、イギリス海軍のLieutenant Thomas Wrightと関連してベインは、蒸気を止めたり急ピッチで動いたり、信号を与えたり複数個所で情報を印刷させたりして、鉄道のエンジンを調節する電気を使ったしくみで特許をとった。この特許の中において最も重要なのは、ホイートストンたちの針を用いた電信機やアンペアの発想とは逆に、電磁石で回る磁石の針で信号を送らずに、ポールと磁石の間を揺れるコイルを用いたことである。似たようなコンセプトがウィリアム・トムソンのサイフォン式レコーダーにもあらわれている。ベインは印刷することによってコイルに文章を読みこませることも考えていて、この考えはのちのファクシミリの開発につながった。